# Dale Dudley
Dale Dudley (Odessa, 15 agosto 1961) è un attore statunitense.
È soprannominato in Dudley o Double D.
Ha recitato in alcuni film, a partire dalla fine degli anni novanta.
Tra i suoi film vi sono Spy Kids 2 - L'isola dei sogni perduti del 2002.
È sposato con Amanda Beezley da cui ha avuto due figli.

## Filmografia parziale
- Spy Kids 2 - L'isola dei sogni perduti (2002)